# Heteroscelis servillii
Heteroscelis servillii är en insektsart som beskrevs av François Louis Nompar de Caumont de Laporte 1833. Heteroscelis servillii ingår i släktet Heteroscelis och familjen bärfisar. Inga underarter finns listade i Catalogue of Life.